# Venilton Torres
Venilton Torres Teixeira (Laranjal do Jari, 6 de septiembre de 1995) es un deportista brasileño que compite en taekwondo. Ganó una medalla de bronce en el Campeonato Mundial de Taekwondo de 2015 en la categoría de –54 kg.

## Palmarés internacional
| Campeonato Mundial | Campeonato Mundial  | Campeonato Mundial | Campeonato Mundial |
| Año                | Lugar               | Medalla            | Categoría          |
| ------------------ | ------------------- | ------------------ | ------------------ |
| 2015               | Cheliábinsk (Rusia) | Medalla de bronce  | –54 kg             |